# Cindy Eilbacher
Cindy Eilbacher est une actrice américaine née le 7 juillet 1958 en Arabie saoudite.

## Filmographie
- 1969 : Une si belle garce (The Big Bounce) : la fille de Joanne
- 1969 : Anderson and Company (TV) : Amanda Anderson
- 1970 : A Clear and Present Danger (TV) : Norma Stowe
- 1970 : Le Terrible Secret (en) (Crowhaven Farm) de Walter Grauman (TV) : Jennifer
- 1970 : The Bold Ones: The Senator (série TV) : Norma Stowe (1970-1971)
- 1972 : Open Window : Vera
- 1972 : The Great Man's Whiskers (TV) : Elizabeth Cooper
- 1974 : The Fess Parker Show (TV) : Susie Hamilton
- 1974 : Shanks : Celia
- 1974 : Bad Ronald (TV) : Althea Wood
- 1975 : The Skating Rink (TV) : Elva Grimes
- 1976 : Blind Sunday (TV) : Marge
- 1977 : Voyage dans l'inconnu (Force of Evil) (TV) : Bonnie
- 1977 : The Death of Richie (TV) : Sheila
- 1977 : The Ghost of Cypress Swamp (TV) : Shirley Landers
- 1978 : Donner Pass: The Road to Survival (TV) : Mary Graves
- 1978 : The Immigrants (TV) : Barbara
- 1978 : Du feu dans le ciel (A Fire in the Sky) (TV) : Paula Gilliam
- 1979 : A Last Cry for Help (TV) : Sandy
- 1979 : Shirley (série TV) : Tracey McCord
- 1980 : City in Fear (TV) : Vera
- 1985 : Thunder Alley de Joseph S. Cardone : Lorraine
- 1985 : There Were Times, Dear (TV) : Jenny Reed
- 1987 : Slumber Party Massacre II : Valerie Bates